# RER Vaud
RER Vaud oder RER vaudois ist die S-Bahn des Kantons Waadt in der Schweiz. Das Kürzel RER Vaud steht hierbei für Réseau Express Régional vaudois. Die S-Bahn nahm im Dezember 2004 ihren Betrieb auf und ist Teil des Tarifverbunds Waadt (Mobilis).

## Netz
Das sternförmige RER-Netz konzentriert sich auf den Ballungsraum Lausanne. Sieben der neun Linien führen durch den Bahnhof Lausanne und verbinden verschiedene Städte des Kantons. Auf dem Gebiet der Waadtländer Hauptstadt bedient das RER zwei Stationen: den Lausanner Hauptbahnhof und die RER-Haltestelle Prilly-Malley.
Zum Fahrplanwechsel am 10. Dezember 2023 erhielten alle Linien der RER Vaud auf Grund einer Verfügung des Bundesamts für Verkehr (BAV) neu die Bezeichnung „R“. Ausserdem wurde der Netzplan geändert. Das Netz des RER Vaud besteht seither aus folgenden Linien:
- R 1 Grandson – Yverdon-les-Bains – Cossonay – Renens – Lausanne – Cully  (Halt an allen Stationen)
- R 2 Grandson – Yverdon-les-Bains – Cossonay – Renens – Lausanne – Cully  (Halt an allen Stationen)
- R 3 Vallorbe – Cossonay – Renens – Lausanne – Vevey – Montreux – Villeneuve – Aigle – Bex (– St-Maurice)  (Halt an allen Stationen)
- R 4 (Vallorbe)/Le Brassus – Le Day (Flügelung)– Cossonay – Renens – Lausanne – Vevey – Montreux – Villeneuve – Aigle – Bex (– St-Maurice)  (Vallorbe – Le Day nur Mo–Fr)
- R 5 Allaman – Morges – Renens – Lausanne – Puidoux – Palézieux  (Halt an allen Stationen)
- R 6 Allaman – Morges – Renens – Lausanne – Puidoux – Palézieux (– Romont)  (Palézieux – Romont nur während der HVZ Mo–Fr)
- R 7 Vevey – Puidoux – Palézieux (Train des Vignes)
- R 8 Allaman – Morges – Renens – Lausanne – Puidoux – Palézieux – Payerne  ()
- R 9 Allaman – Morges – Renens – Lausanne – Puidoux – Palézieux – Payerne – Avenches – Murten/Morat

Zudem verkehren folgende S-Bahn-Linien im Kanton Waadt:
- S 5  der S-Bahn Bern: Bern – Murten – Payerne (BLS)
- S 30  des RER Fribourg/Freiburg:  Fribourg/Freiburg – Payerne – Estavayer-le-Lac – Yverdon-les-Bains (SBB)
- S 50  des RER Fribourg/Freiburg:  Bulle – Châtel-Saint-Denis – Palézieux (tpf)
- S 51  des RER Fribourg/Freiburg:  Bulle – Montbovon (tpf)

Zusätzlich führt nach Frankreich eine TER-Strecke der Region Bourgogne-Franche-Comté:
- TER Vallorbe – Frasne – Pontarlier

Ausserdem verkehren im Grossraum Lausanne folgende SBB-Regioexpress und -Fernverkehrszüge:
- RE Annemasse/Genève-Aéroport – Genève – Lausanne –  Vevey (– Saint-Maurice)  (RegioExpress)
- 1 Genève-Aéroport – Bern – Zürich HB – St. Gallen
- 5 Lausanne – Biel/Bienne – Zürich HB ( – St. Gallen/Rorschach)
- 15 Genève-Aéroport – Lausanne – Bern – Luzern
- 90 Genève-Aéroport – Lausanne – Brig
- Genève – Brig – Milano Centrale (– Venezia S. L.)

Nicht zum Netz des RER Vaudois gehören die modernen Meterspurbahnen Bière–Apples–Morges (MBC), Lausanne–Echallens–Bercher (LEB), Transports Montreux–Vevey–Riviera (MVR), Montreux-Berner Oberland (MOB) und Transports Publics du Chablais (TPC).

## Takt
Die Linien verkehren im Stundentakt. Da sich die Linien jedoch überlagern, ergeben sich in der Regel halbstündliche Verbindungen. 

## Infrastruktur

### Gleise
Im Unterschied zu anderen S-Bahnen wie der S-Bahn Zürich oder der RER Ile-de-France verfügt das Waadtländer RER über keine eigene Infrastruktur. Das gesamte Linien-Netz verläuft auf den Gleisen der Schweizerischen Bundesbahnen (SBB), der Abschnitt Le Pont–Le Brassus gehört den Travys. Die SBB sind die Hauptbetreiberin des RER vaudois.

### Bahnhöfe
Die Linien, die durch den Bahnhof Lausanne führen, halten an den gleichen Bahnsteigen wie die nationalen Züge. Die Haltestelle Prilly-Malley wurde speziell für den RER Vaud gebaut.

### Fahrzeuge
Auf dem RER vaudois verkehren NPZ Domino sowie RABe 523 Flirt und RABe 511 Kiss, beide von Stadler Rail.

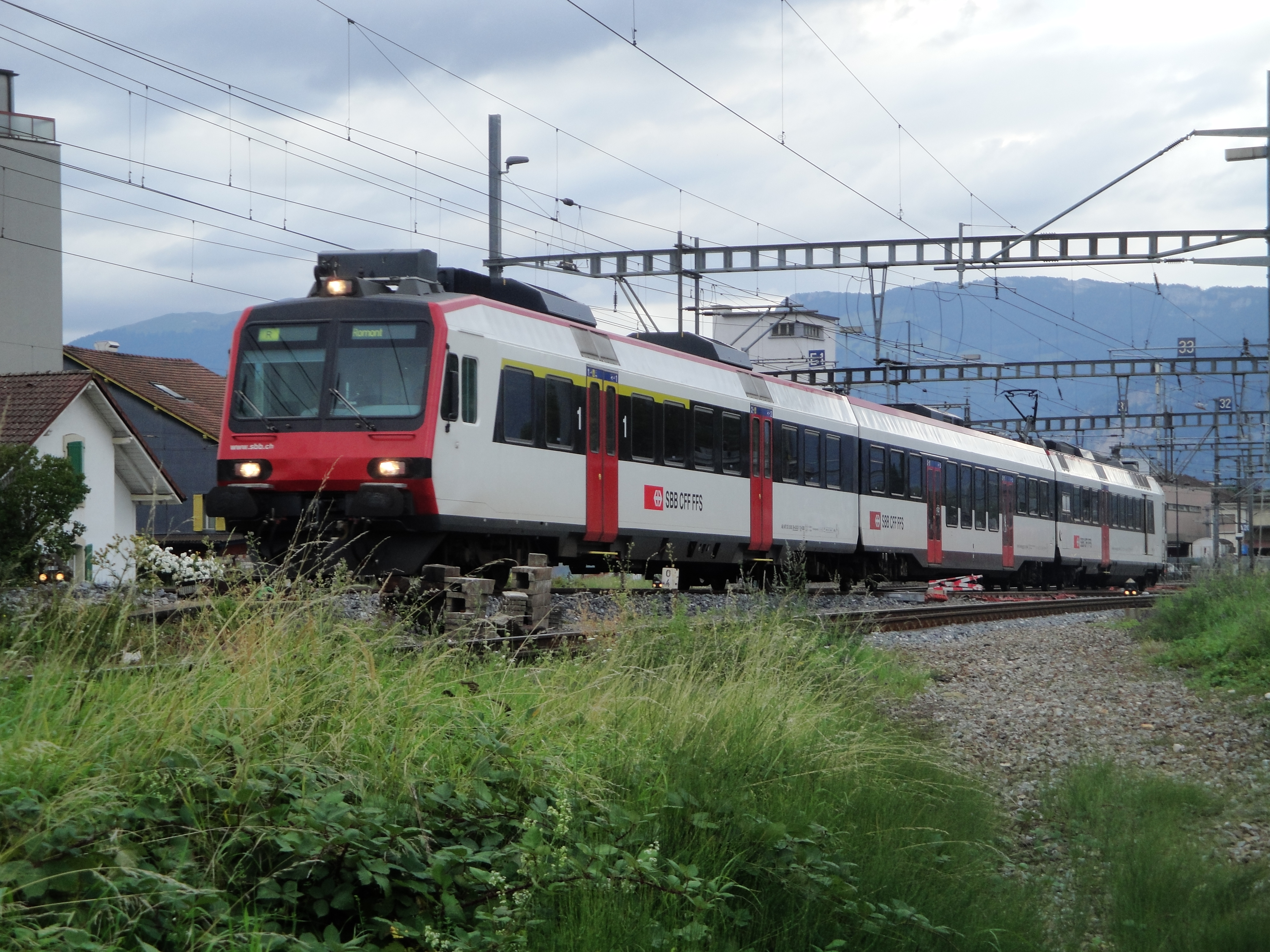
NPZ Domino
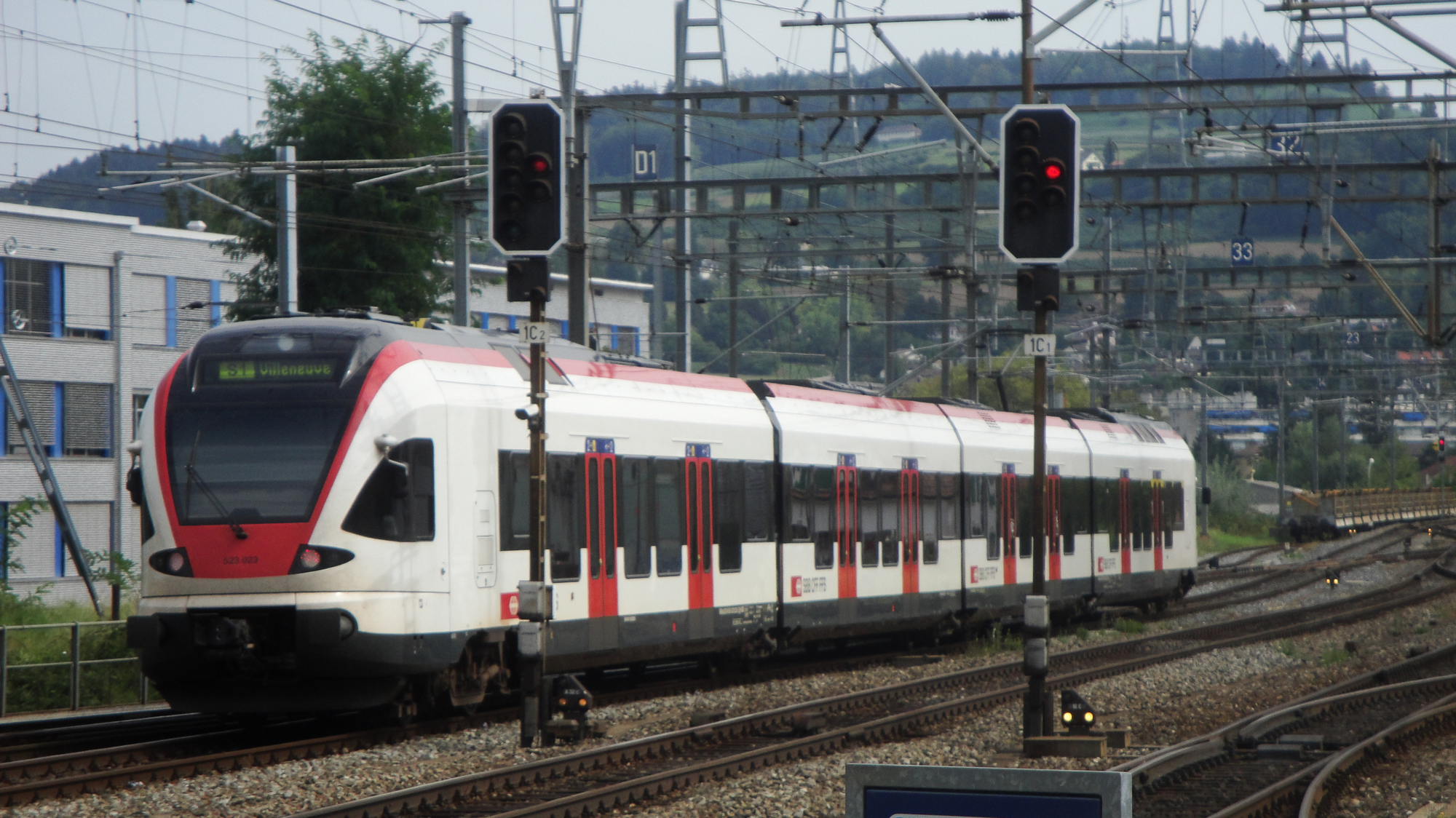
RABe 523 Flirt
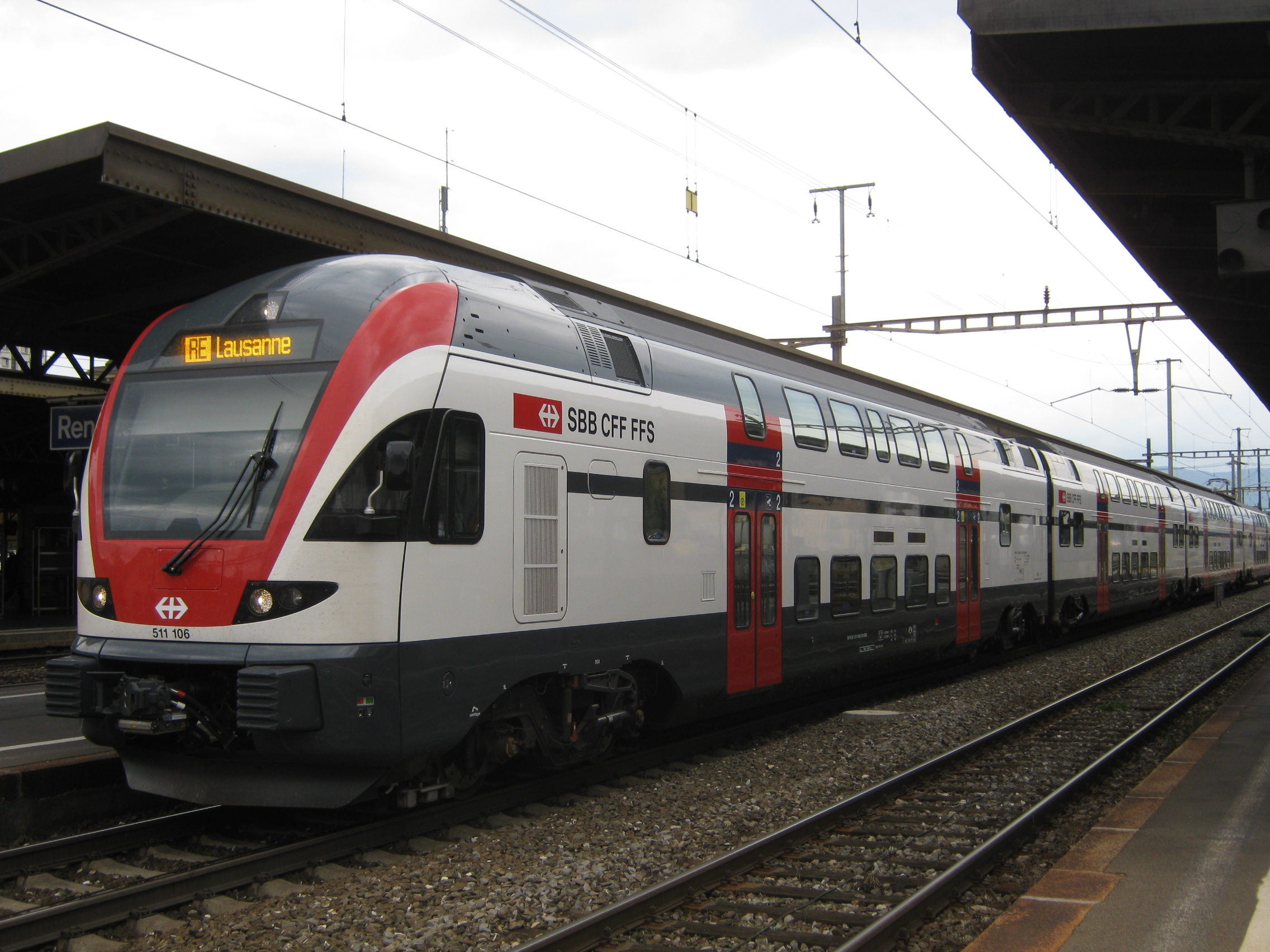
RABe 511 Kiss am Bahnhof Renens
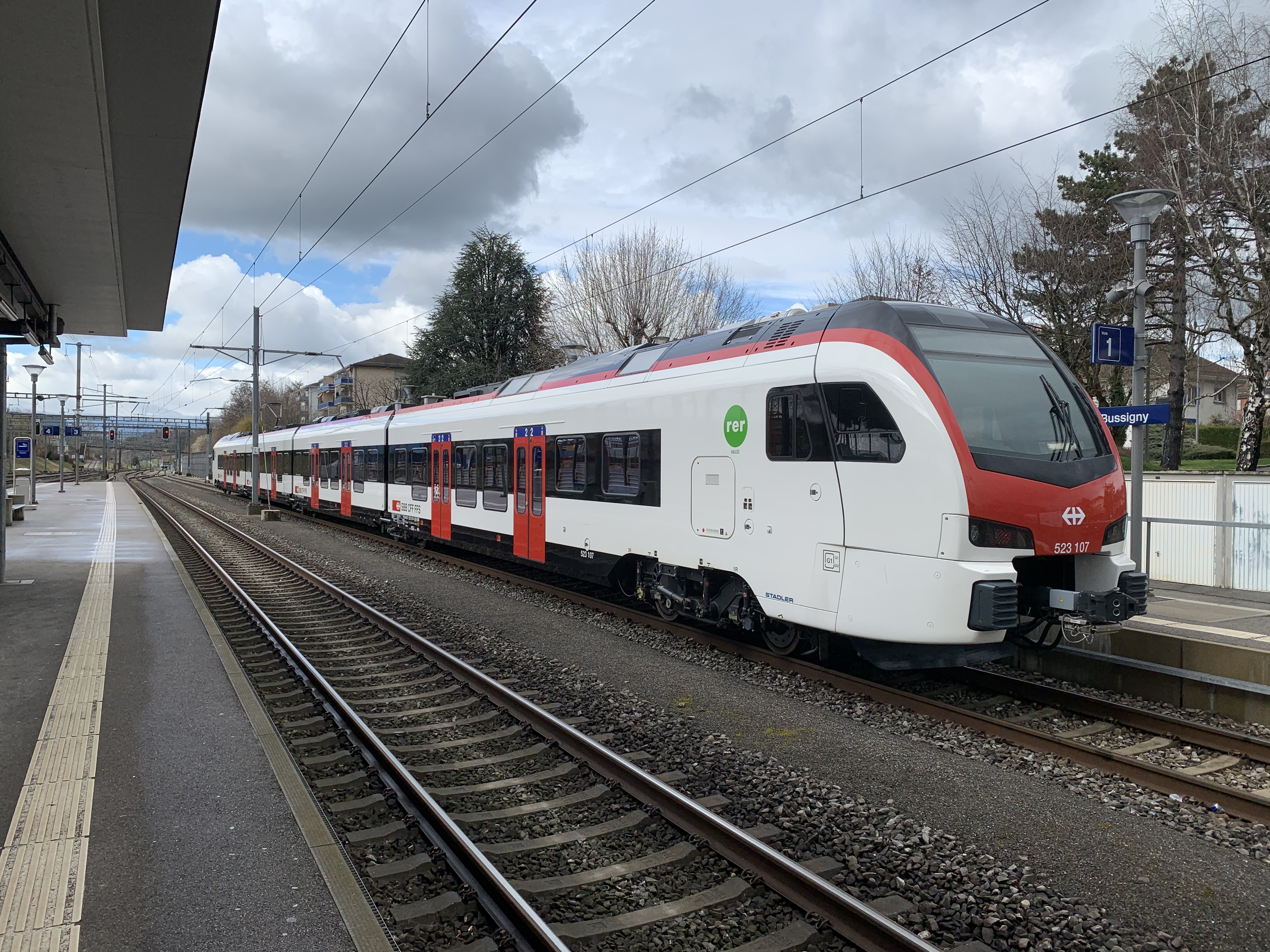
RABe 523 Flirt-3

## Geschichte

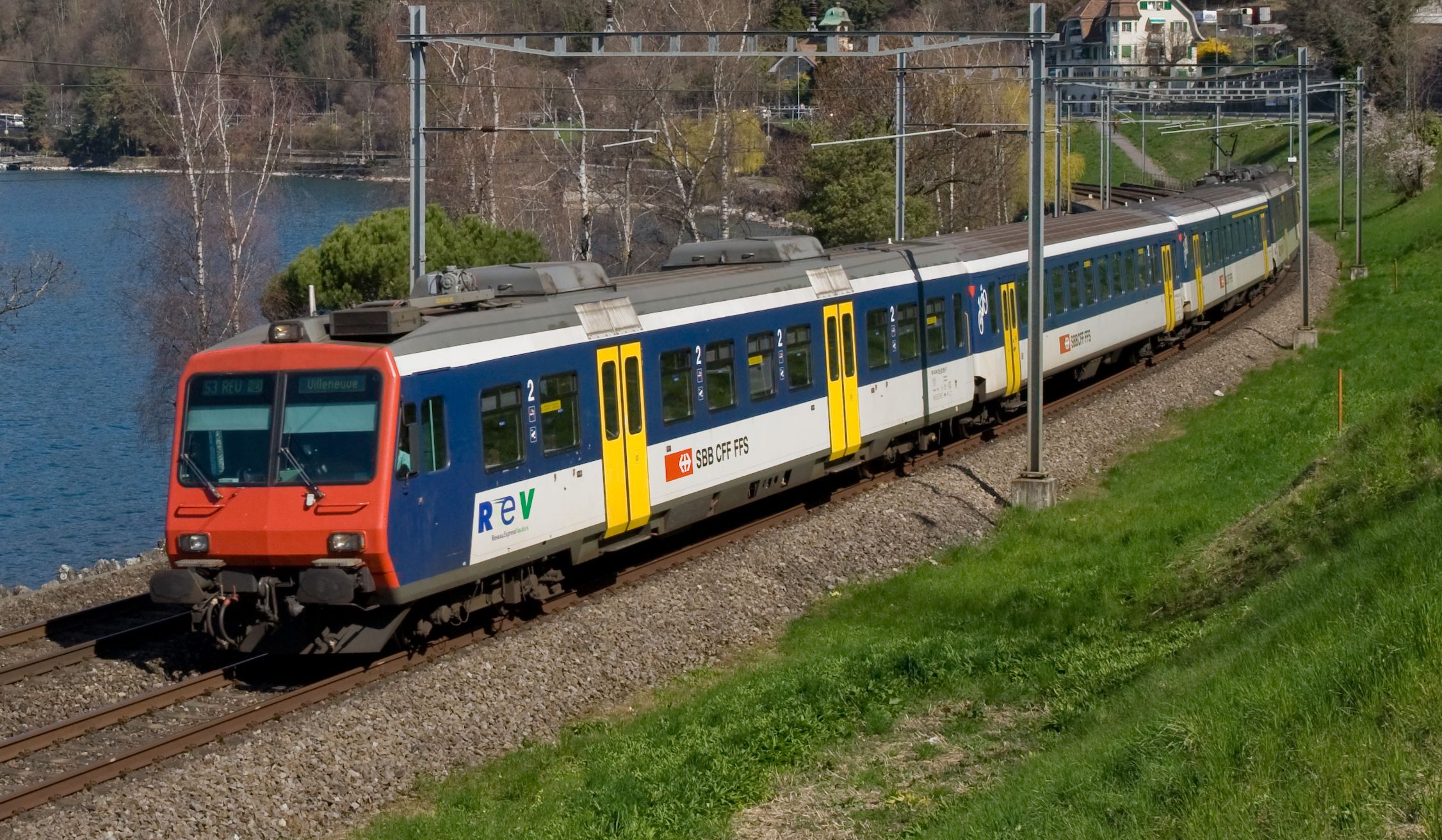
REV S3 mit vierteiligem NPZ im Jahr 2008 bei Villeneuve. Diese Züge ohne Niederflureinstieg waren bis 2012 beim RER vaudois im Einsatz.

Das Grundkonzept des Réseau Express Vaudois (REV) wurde im Mai 1999 auf der Strecke Yverdon-les-Bains – Villeneuve und im Juni 2001 zwischen Vallorbe und Payerne in Betrieb genommen. Das Netz bestand aus vier Durchmesserlinien, die im Stundentakt verkehrten:
- REV1 Yverdon-les-Bains – Villeneuve
- REV2 Vallorbe – Palézieux
- REV3 Allaman – Villeneuve
- REV4 Morges – Palézieux, nur Montag bis Freitag

Vier weitere Linien vervollständigten das Angebot ebenfalls im Stundentakt:
- REV11 Yverdon-les-Bains – Lausanne, Montag bis Freitag
- REV21 Lausanne – Payerne
- REV31 Puidoux-Chexbres – Vevey
- R Vallorbe – Le Brassus

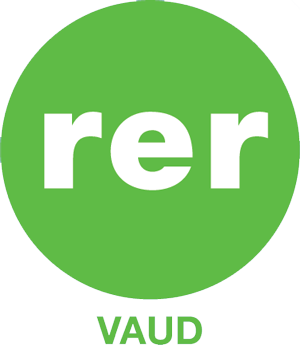
Logo des RER Vaud

Das Réseau Express Vaudois (REV) wurde im Dezember 2010 zum Réseau Express Régional vaudois (RER Vaud) umbenannt. Es bekam ein neues Logo, das ähnlich auch vom RER Fribourg/Freiburg und RER Valais/Wallis verwendet wird. Im Dezember 2011 erfolgte die Verlängerung der Linie S4 von Morges nach Allaman. Am 29. Juni 2012 wurde die Haltestelle Prilly-Malley zwischen Renens und Lausanne eingeweiht.
Am 13. Dezember 2015 wurden die Linien neu nummeriert, das RER vaudoise von Yverdon-les-Bains nach Grandson erweitert und von dort nach Lausanne der Halbstundentakt eingeführt. Am 10. Dezember 2017 wurde die Linie S9 Lausanne – Payerne bis Kerzers verlängert und die S8 Payerne – Palézieux in Betrieb genommen, womit nun zwischen diesen beiden Städten jede halbe Stunde ein Zug verkehrt.
Am 13. Dezember 2020 erfolgte die Verlängerung der S2 und der S5 nach Aigle. Wegen Bauarbeiten im Bahnhof Lausanne war die S3 nicht mehr durchgebunden und beschränkte sich auf den Abschnitt Allaman – Lausanne. Zwischen Lausanne und Palézieux verkehrte die S6. Die S22 fuhr morgens und am späten Nachmittag in beiden Richtungen zwischen Lausanne über Vallorbe nach Le Brassus. Am 12. Dezember 2021 wurde die S5 von Aigle nach Bex erweitert, was halbstündliche Verbindungen zwischen Bex und der Kantonshauptstadt ergibt.
Das Netz des RER Vaud bestand damals aus folgenden Linien:
- S 1 Grandson – Yverdon-les-Bains – Cossonay – Renens VD – Lausanne
- S 2 Vallorbe – Cossonay – Renens VD – Lausanne – Vevey – Montreux – Villeneuve – Aigle (– Bex – St-Maurice)
- S 3 Allaman – Morges – Renens VD – Lausanne
- S 4 Allaman – Morges – Renens VD – Lausanne – Puidoux – Palézieux (– Romont)
- S 5 Grandson – Yverdon-les-Bains – Renens VD – Lausanne – Vevey – Montreux – Villeneuve – Aigle – Bex (– St-Maurice)
- S 6 Lausanne – Puidoux – Palézieux
- S 7 Vevey – Puidoux (Train des Vignes)
- S 8 Palézieux – Payerne (– Avenches)
- S 9 Lausanne – Puidoux – Palézieux – Payerne – Avenches – Murten/Morat – Kerzers
- S 22 (Le Brassus –) Vallorbe (Richtungswechsel) – Daillens – Renens VD (– Lausanne)

Das Nachtlinennetz wurde 2023 nicht geändert.
Unterdessen wurden mehrere Verbesserungen am RER Vaud vorgenommen:
- Seit dem 7. August 2022 wird eine umsteigefreie Direktverbindung von Lausanne ins Vallée de Joux angeboten. Die Züge werden im renovierten Bahnhof Le Day geflügelt.  Der vordere Zugteil verkehrt weiter nach Vallorbe, der hintere wendet und fährt nach Le Brassus.[3]
- Zum gleichen Zeitpunkt wurde die S5 aus Grandson nach Cully verlängert.[4]
- 2023 wurde die S5 nach Saint-Maurice verlängert werden.[2]

Im Rahmen des Strategischen Entwicklungsprogramms Bahninfrastruktur 2035 ist eine Linie Orbe – Chavornay – Renens – Lausanne während den Hauptverkehrszeiten geplant: